# ...Magni Blandinn Ok Megintiri...
...Magni Blandinn Ok Megintiri... è il secondo album in studio pubblicato dalla one-man-band islandese Falkenbach. 
L'album è uscito nel 1998. 
È stato registrato nei Blue House Studios, in Germania.
Il titolo deriva dal poema eddico Sigrdrífumál e significa “Mista a potere e splendente gloria”, riferendosi alla birra magica offerta da Sigrdrífa a Sigurðr.

## Tracce
1. ...When Gjallarhorn Will Sound – 8:29
2. ...Where Blood Will Soon Be Shed – 7:15
3. Towards the Hall of Bronzen Shields – 6:02
4. The Heathenish Foray – 8:00
5. Walhall – 5:29
6. Baldurs Tod[1] – 5:54